# فيروبيديا
فيروبيديا (بالإنجليزية: Veropedia)‏ هي مشروع موسوعة إنترنت مجانية حرة، مدعومة بإعلانات. انطلقت في نهايات أكتوبر 2007.
مقالات فيروبيديا هي مجموعة من مقالات ويكيبيديا التي ترتقي إلى قواعد الموثوقية التي تحددها فيروبيديا. هذه المقالات يختارها محررو فيروبيديا، يتم نقلها، ثم تبقى نسخة مستقرة من المقالة فيروبيديا.

## وصلات خارجية
- موقع موسوعة فيروبيديا (بخمسة عشر لغة)